# Academy of Country Music
Pour les articles homonymes, voir ACM.
L'Academy of Country Music également connu sous l'acronyme ACM fut fondée en 1964 à Los Angeles, en Californie sous le nom "Country & Western Music Academy". Eddie Miller, Tommy Wiggins et Mickey et Chris Christensen en furent les fondateurs. Ils voulaient promouvoir la musique country dans les 13 États de l'Ouest des États-Unis alors que la Country Music Association, basée à Nashville, avait une autre influence géographique. Un conseil d'administration a été formé pour gouverner l'académie en 1965. 
Au début des années 1970, l'organisation a changé de nom pour devenir l'Academy of Country and Western Music, puis l'Academy of Country Music.

## Academy of Country Music Awards
Chaque année depuis 1966 sont décernés plusieurs prix par l'académie pour récompenser les artistes de la musique country. Un prix spécial est décerné tous les 10 ans pour nommer le meilleur artiste de la décennie. Chaque année cependant plus d'une dizaine de récompenses sont ainsi remises dans des catégories comme Meilleur chanteur, meilleure chanteuse, Meilleur groupe, Single de l'année, Album de l'année, Clip de l'année, révélation masculine ou révélation féminine.